# Amphoe Na Duang
Amphoe Na Duang (Thai: อำเภอ นาด้วง}, Aussprache: ʔāmpʰɤ̄ː nāː dûaŋ) ist ein Landkreis (Amphoe – Verwaltungs-Distrikt) im Osten der  Provinz Loei. Die Provinz Loei liegt die im nordwestlichen Teil der Nordostregion von Thailand, dem so genannten Isan.

## Geographie
Benachbarte Landkreise und Gebiete sind (von Süden im Uhrzeigersinn): die Amphoe Erawan, Mueang Loei und Pak Chom in der Provinz Loei, Amphoe Nam Som der Provinz Udon Thani sowie die Amphoe Suwannakhuha, Na Klang und Na Wang der Provinz Nong Bua Lamphu.

## Geschichte
Das Gebiet des heutigen Landkreises Na Duang hieß ursprünglich Ban Na Duang, es war ein Dorf genannt nach dem Jäger Duang und war der Provinz Udon Thani unterstellt. Duang führte 1881 seine Leute hierher und gründete eine neue Dorfgemeinschaft. 
Im Jahr 1945 wurde das Dorf dem Tambon Thung Pho des Landkreises Mueang Loei zugeordnet, später 1967 dem Tambon Na Din Dam. 1976 bekam Na Duang selber einen Tambon-Status. Am 17. Januar 1977 wurde es zusammen mit drei weiteren Tambon zu einem „Zweigkreis“ (King Amphoe) aufgewertet. 
Am 19. Juli 1991 bekam Na Duang den vollen Amphoe-Status.

## Verwaltung

### Provinzverwaltung
Der Landkreis Na Duang ist in vier Tambon („Unterbezirke“ oder „Gemeinden“) eingeteilt, die sich weiter in 41 Muban („Dörfer“) unterteilen.
| Nr. | Name        | Thai    | Muban | Einw. |
| --- | ----------- | ------- | ----- | ----- |
| 01. | Na Duang    | นาด้วง   | 12    | 9.530 |
| 02. | Na Dok Kham | นาดอกคำ | 17    | 9.861 |
| 03. | Tha Sa-at   | ท่าสะอาด | 07    | 3.756 |
| 04. | Tha Sawan   | ท่าสวรรค์ | 05    | 2.940 |

### Lokalverwaltung
Es gibt zwei Kommunen mit „Kleinstadt“-Status (Thesaban Tambon) im Landkreis:
- Na Duang (Thai: เทศบาลตำบลนาด้วง) bestehend aus Teilen des Tambon Na Duang.
- Na Dok Kham (Thai: เทศบาลตำบลนาดอกคำ) bestehend aus dem kompletten Tambon Na Dok Kham.

Außerdem gibt es drei „Tambon-Verwaltungsorganisationen“ (องค์การบริหารส่วนตำบล – Tambon Administrative Organizations, TAO):
- Na Duang (Thai: องค์การบริหารส่วนตำบลนาด้วง) bestehend aus Teilen des Tambon Na Duang.
- Tha Sa-at (Thai: องค์การบริหารส่วนตำบลท่าสะอาด) bestehend aus dem kompletten Tambon Tha Sa-at.
- Tha Sawan (Thai: องค์การบริหารส่วนตำบลท่าสวรรค์) bestehend aus dem kompletten Tambon Tha Sawan.